# Československá fotbalová reprezentace
Československá fotbalová reprezentace byl reprezentační tým Československa ve fotbale. Vznikla roku 1920 a zanikla v roce 1993. Po rozdělení Československa se reprezentace rozdělila na Českou a Slovenskou. Československá reprezentace vybojovala dvě stříbra na mistrovství světa (1934, 1962), vyhrála mistrovství Evropy v roce 1976 a připsala si vítězství na olympijském turnaji roku 1980. Celkem se zúčastnila osmi světových šampionátů a tří závěrečných turnajů mistrovství Evropy. Zajímavostí je, že na dvě mistrovství světa (1930, 1950) se vůbec nepřihlásila. 
Reprezentace vznikla s jistým odstupem od vzniku Československa. Zápasy tzv. Pershingovy olympiády z roku 1919 se do oficiálního výčtu zápasů reprezentace nezapočítávají, neboť reprezentační mužstva na tomto turnaji byla oficiálně vojenská. Za první utkání se tak považuje až zápas proti Jugoslávii na olympijských hrách v Belgii roku 1920. Zajímavostí je, že ač měli Čechoslováci na tomto svém prvním velkém turnaji mimořádně silný tým a došli až do finále, medaili si neodvezli, neboť na protest proti rozhodování sudího ve finálovém utkání odešli ze hřiště a byli z turnaje vyloučeni. Posledním zápasem společné československé reprezentace bylo kvalifikační střetnutí 17. listopadu 1993 proti Belgii (0:0). V té době již Československo neexistovalo a tým hrál pod názvem Reprezentace Čechů a Slováků.
Organizátorem reprezentace byl Československý fotbalový svaz.

## Medailové úspěchy

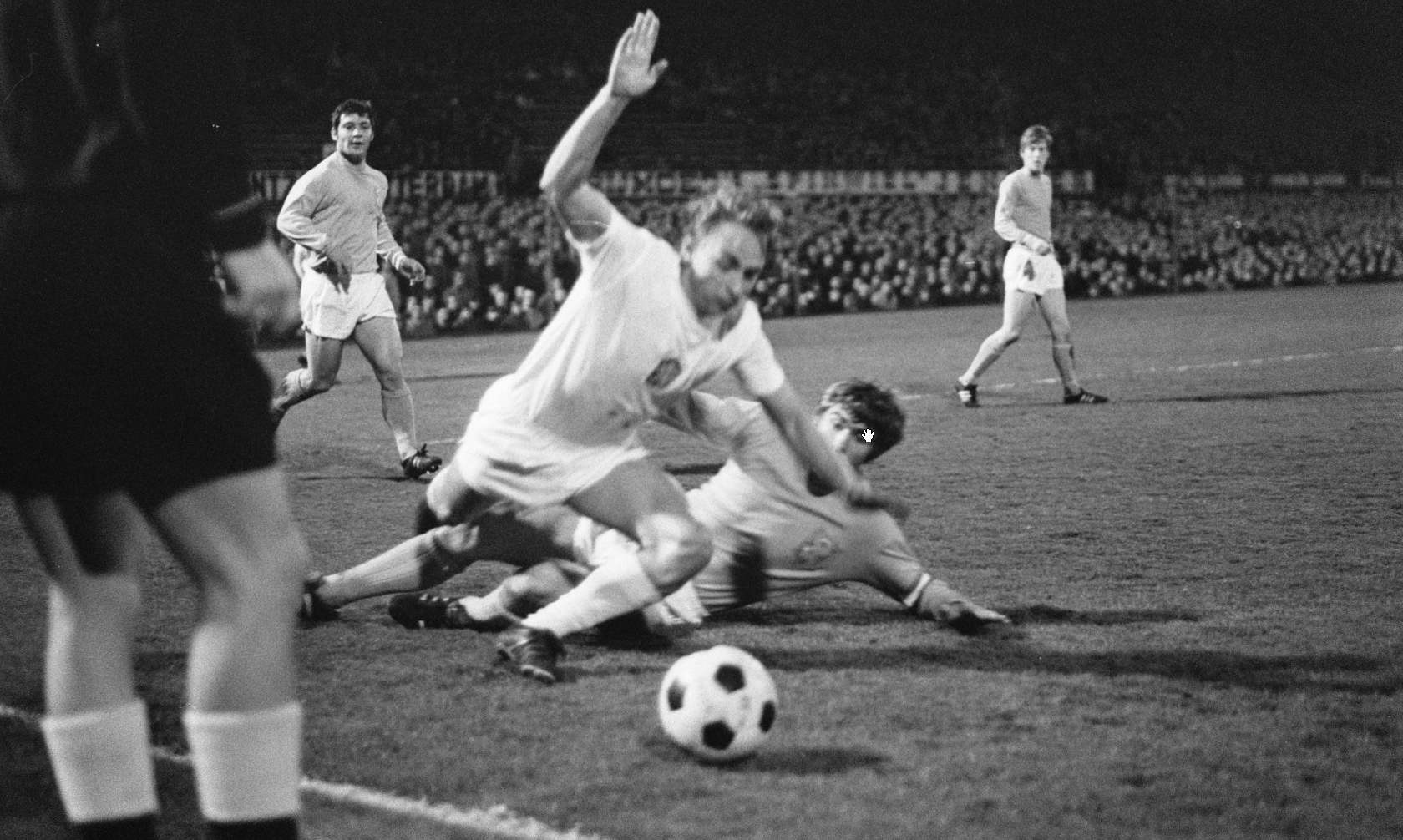
Zápas Nizozemí vs. Československo (1969).

### Zlato
| Zlatá medaile | Turnaj                                             |
| ------------- | -------------------------------------------------- |
| 1.            | Mezinárodní pohár ve fotbale 1955–1960             |
| 2.            | Mistrovství Evropy ve fotbale hráčů do 19 let 1968 |
| 3.            | Mistrovství Evropy ve fotbale hráčů do 23 let 1972 |
| 4.            | Mistrovství Evropy ve fotbale 1976                 |
| 5.            | Fotbal na Letních olympijských hrách 1980          |
| 6.            | Mistrovství Evropy ve fotbale hráčů do 16 let 1990 |

### Stříbro
| Stříbrná medaile | Turnaj                                             |
| ---------------- | -------------------------------------------------- |
| 1.               | Mistrovství světa ve fotbale 1934                  |
| 2.               | Mezinárodní pohár ve fotbale 1948–1953             |
| 3.               | Mistrovství světa ve fotbale 1962                  |
| 4.               | Fotbal na Letních olympijských hrách 1964          |
| 5.               | Challenge Cup Listopad 1967                        |
| 6.               | Mistrovství Evropy ve fotbale hráčů do 19 let 1982 |
| 7.               | Mistrovství Evropy ve fotbale hráčů do 19 let 1983 |

### Bronz
| Bronzová medaile | Turnaj                                             |
| ---------------- | -------------------------------------------------- |
| 1.               | Mezinárodní pohár ve fotbale 1927–1930             |
| 2.               | Mezinárodní pohár ve fotbale 1936–1938 (nedohráno) |
| 3.               | Mistrovství Evropy ve fotbale 1960                 |
| 4.               | Mistrovství Evropy ve fotbale 1980                 |

## Mistrovství světa
Seznam zápasů československé fotbalové reprezentace na MS
| Rok    | Účast                                           | Soupisky | Trenér          |
| ------ | ----------------------------------------------- | -------- | --------------- |
| 1930   | Ne                                              | –        |                 |
| 1934   | Stříbrná medaile                                | Soupiska | Karel Petrů     |
| 1938   | Vyřazeni ve čtvrtfinále Brazílií                | Soupiska | Josef Meissner  |
| 1950   | Ne                                              | –        |                 |
| 1954   | Nepostoupili ze skupiny                         | Soupiska | Karol Borhy     |
| 1958   | Nepostoupili ze skupiny                         | Soupiska | Karel Kolský    |
| 1962   | Stříbrná medaile                                | Soupiska | Rudolf Vytlačil |
| 1966   | Nepostoupili z kvalifikace                      | –        |                 |
| 1970   | Nepostoupili ze skupiny                         | Soupiska | Jozef Marko     |
| 1974   | Nepostoupili z kvalifikace                      | –        |                 |
| 1978   | Nepostoupili z kvalifikace                      | –        |                 |
| 1982   | Nepostoupili ze skupiny                         | Soupiska | Jozef Vengloš   |
| 1986   | Nepostoupili z kvalifikace                      | –        |                 |
| 1990   | Vyřazeni ve čtvrtfinále NSR                     | Soupiska | Jozef Vengloš   |
| 1994   | Nepostoupili z kvalifikace                      | –        |                 |
| Celkem | Účast – 8× Zlato – 0×, Stříbro – 2×, Bronz – 0× |          |                 |

### Mistrovství světa 1934–1990

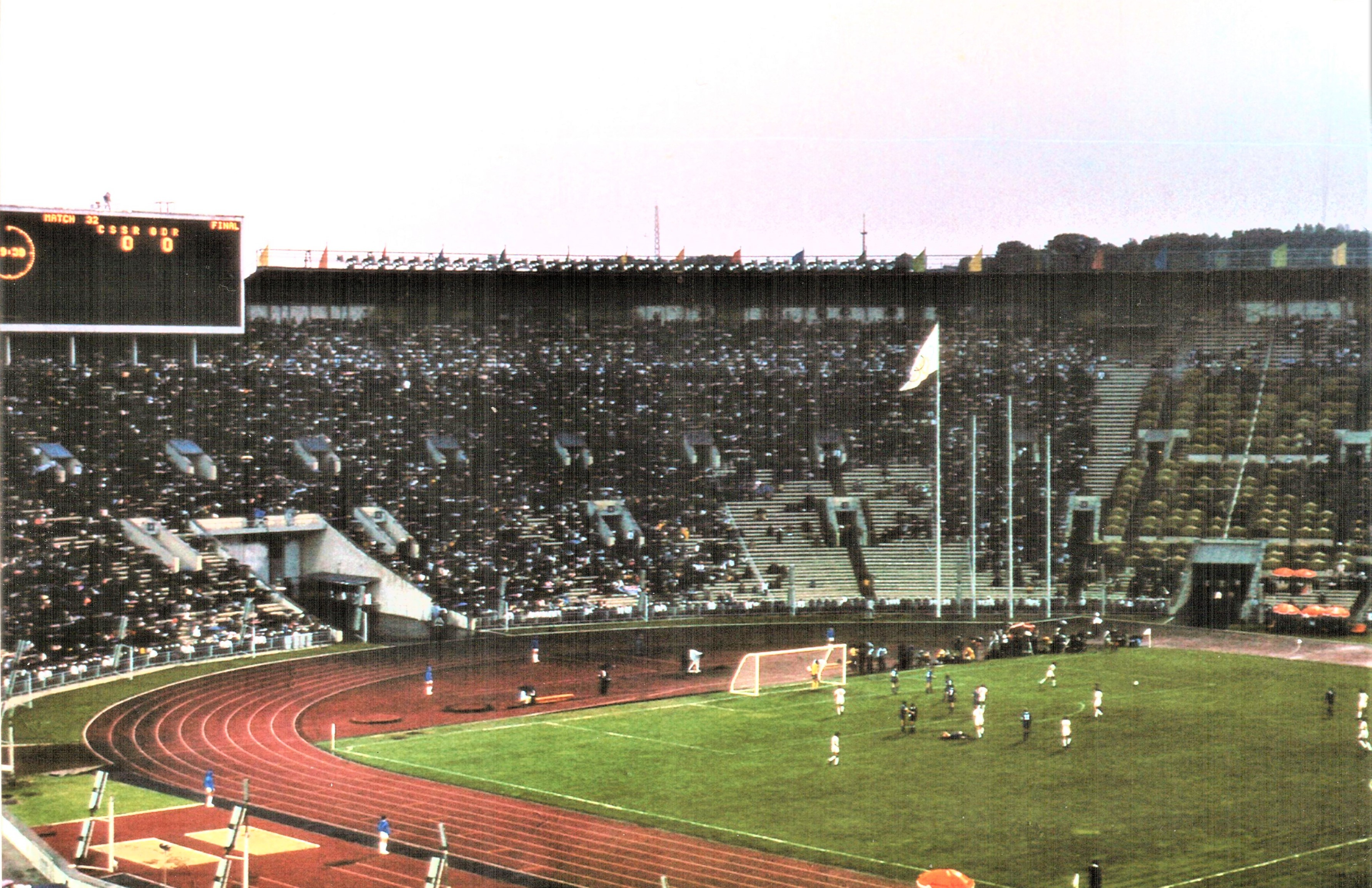
Československo vs. Východní Německo, LOH v Moskvě (1980).

- 1934 – Tento fotbalový výběr skončil celkově na mistrovství světa 1934 v Itálii na  místě, když prohráli finále s Itálii 2 : 1 po prodloužení.
- 1938 – Tento fotbalový výběr skončil celkově na mistrovství světa 1938 ve Francii na pátém místě.
- 1954 – Tento fotbalový výběr skončil celkově na mistrovství světa 1954 ve Švýcarsku na 14. místě.
- 1958 – Tento fotbalový výběr skončil celkově na mistrovství světa 1958 ve Švédsku na 9. místě.
- 1962 – Tento fotbalový výběr skončil celkově na mistrovství světa 1962 v Chile na  místě, když prohráli finále s Brazílii 3 : 1.
- 1970 – Tento fotbalový výběr skončil celkově na mistrovství světa 1958 v Mexiku na 15. místě.
- 1982 – Tento fotbalový výběr skončil celkově na mistrovství světa 1982 v Španělsku na 19. místě.
- 1990 – Tento fotbalový výběr skončil celkově na mistrovství světa 1990 v Itálii na 6. místě.

### Nejúspěšnější fotbalisté na mistrovstvích světa v kopané
Tučně = zlato
MS xxx = stříbro
MS xxx = bronz
| Hráč                | Narození | Úmrtí | Počet MS | Zlatá medaile | Stříbrná medaile | Bronzová medaile | MS               |
| ------------------- | -------- | ----- | -------- | ------------- | ---------------- | ---------------- | ---------------- |
| Adolf Scherer       | 1938     |       | 2        | 0             | 1                | 0                | 1958, 1962       |
| Adolf Šimperský     | 1909     | 1964  | 1        | 0             | 1                | 0                | 1934             |
| Alexander Horváth   | 1938     |       | 1        | 0             | 0                | 0                | 1970             |
| Alexander Vencel    | 1944     |       | 1        | 0             | 0                | 0                | 1970             |
| Andrej Kvašňák      | 1936     | 2007  | 2        | 0             | 1                | 0                | 1962, 1970       |
| Anton Flešár        | 1944     |       | 1        | 0             | 0                | 0                | 1970             |
| Anton Krásnohorský  | 1925     | 1988  | 1        | 0             | 0                | 0                | 1954             |
| Anton Malatinský    | 1920     | 1992  | 1        | 0             | 0                | 0                | 1954             |
| Anton Moravčík      | 1931     | 1996  | 1        | 0             | 0                | 0                | 1958             |
| Antonín Panenka     | 1948     |       | 1        | 0             | 0                | 0                | 1982             |
| Antonín Puč         | 1907     | 1988  | 2        | 0             | 1                | 0                | 1934, 1938       |
| Antonín Vodička     | 1907     | 1975  | 1        | 0             | 1                | 0                | 1934             |
| Arnošt Kreuz        | 1912     | 1974  | 1        | 0             | 0                | 0                | 1938             |
| Bohumil Veselý      | 1945     |       | 1        | 0             | 0                | 0                | 1970             |
| Břetislav Dolejší   | 1928     | 2010  | 1        | 0             | 0                | 0                | 1958             |
| Čestmír Patzel      | 1914     | 2004  | 1        | 0             | 1                | 0                | 1934             |
| Emil Pažický        | 1927     | 2003  | 1        | 0             | 0                | 0                | 1954             |
| Erich Srbek         | 1908     | 1973  | 1        | 0             | 1                | 0                | 1934             |
| Ferdinand Daučík    | 1910     | 1986  | 2        | 0             | 1                | 0                | 1934, 1938       |
| František Jakubec   | 1956     | 2016  | 1        | 0             | 0                | 0                | 1982             |
| František Junek     | 1907     | 1970  | 1        | 0             | 1                | 0                | 1934             |
| František Plánička  | 1904     | 1996  | 2        | 0             | 1                | 0                | 1934, 1938       |
| František Schmucker | 1940     | 2004  | 1        | 0             | 1                | 0                | 1962             |
| František Straka    | 1958     |       | 1        | 0             | 0                | 0                | 1990             |
| František Svoboda   | 1906     | 1948  | 1        | 0             | 1                | 0                | 1934             |
| František Šafránek  | 1931     | 1987  | 2        | 0             | 0                | 0                | 1954, 1958       |
| František Štambachr | 1953     |       | 1        | 0             | 0                | 0                | 1982             |
| František Šterc     | 1912     | 1978  | 1        | 0             | 1                | 0                | 1934             |
| František Veselý    | 1943     | 2009  | 1        | 0             | 0                | 0                | 1970             |
| Géza Kalocsay       | 1913     | 2008  | 1        | 0             | 1                | 0                | 1934             |
| Gustáv Mráz         | 1934     |       | 1        | 0             | 0                | 0                | 1958             |
| Imrich Stacho       | 1931     | 2006  | 2        | 0             | 0                | 0                | 1954, 1958       |
| Ivan Hašek          | 1963     |       | 1        | 0             | 0                | 0                | 1990             |
| Ivan Hrdlička       | 1943     |       | 1        | 0             | 0                | 0                | 1970             |
| Ivo Knoflíček       | 1962     |       | 1        | 0             | 0                | 0                | 1990             |
| Ivo Viktor          | 1942     |       | 1        | 0             | 0                | 0                | 1970             |
| Jan Berger          | 1955     |       | 1        | 0             | 0                | 0                | 1982             |
| Ján Čapkovič        | 1948     |       | 1        | 0             | 0                | 0                | 1970             |
| Jan Fiala           | 1956     |       | 1        | 0             | 0                | 0                | 1982             |
| Jan Hertl           | 1929     | 1996  | 2        | 0             | 0                | 0                | 1954, 1958       |
| Ján Kocian          | 1958     |       | 1        | 0             | 0                | 0                | 1990             |
| Ján Kozák           | 1954     |       | 1        | 0             | 0                | 0                | 1982             |
| Jan Lála            | 1936     |       | 1        | 0             | 1                | 0                | 1962             |
| Ján Pivarník        | 1947     |       | 1        | 0             | 0                | 0                | 1970             |
| Ján Popluhár        | 1935     | 2011  | 2        | 0             | 1                | 0                | 1958, 1962       |
| Jan Říha            | 1915     | 1995  | 1        | 0             | 0                | 0                | 1938             |
| Jan Stejskal        | 1962     |       | 1        | 0             | 0                | 0                | 1990             |
| Ján Zlocha          | 1942     | 2013  | 1        | 0             | 0                | 0                | 1970             |
| Jaroslav Borovička  | 1931     | 1992  | 2        | 0             | 1                | 0                | 1958, 1962       |
| Jaroslav Bouček     | 1912     | 1987  | 2        | 0             | 1                | 0                | 1934, 1938       |
| Jaroslav Burgr      | 1906     | 1986  | 2        | 0             | 1                | 0                | 1934, 1938       |
| Jaroslav Košnar     | 1930     | 1985  | 1        | 0             | 0                | 0                | 1954             |
| Jaroslav Pollák     | 1947     | 2020  | 1        | 0             | 0                | 0                | 1970             |
| Jiří Čadek          | 1935     | 2021  | 1        | 0             | 0                | 0                | 1958             |
| Jiří Feureisl       | 1931     | 2021  | 1        | 0             | 0                | 0                | 1958             |
| Jiří Hledík         | 1929     | 2015  | 1        | 0             | 0                | 0                | 1954             |
| Jiří Němec          | 1966     |       | 1        | 0             | 0                | 0                | 1990             |
| Jiří Pešek          | 1927     | 2011  | 1        | 0             | 0                | 0                | 1954             |
| Jiří Sobotka        | 1911     | 1994  | 1        | 0             | 1                | 0                | 1934             |
| Jiří Tichý          | 1933     | 2016  | 1        | 0             | 1                | 0                | 1962             |
| Jiří Trnka          | 1926     | 2005  | 1        | 0             | 0                | 0                | 1954             |
| Josef Čtyřoký       | 1906     | 1985  | 1        | 0             | 1                | 0                | 1934             |
| Josef Jelínek       | 1941     |       | 1        | 0             | 1                | 0                | 1962             |
| Josef Jurkanin      | 1949     |       | 1        | 0             | 0                | 0                | 1970             |
| Josef Kadraba       | 1933     | 2019  | 1        | 0             | 1                | 0                | 1962             |
| Josef Košťálek      | 1909     | 1971  | 2        | 0             | 1                | 0                | 1934, 1938       |
| Josef Ludl          | 1916     | 1998  | 1        | 0             | 0                | 0                | 1938             |
| Josef Majer         | 1925     | 2013  | 1        | 0             | 0                | 0                | 1954             |
| Josef Masopust      | 1931     | 2015  | 2        | 0             | 1                | 0                | 1958, 1962       |
| Josef Orth          | 1916     | ???   | 1        | 0             | 0                | 0                | 1938             |
| Josef Silný         | 1902     | 1981  | 1        | 0             | 1                | 0                | 1934             |
| Josef Zeman         | 1915     | 1999  | 1        | 0             | 0                | 0                | 1938             |
| Jozef Adamec        | 1942     | 2018  | 2        | 0             | 1                | 0                | 1962, 1970       |
| Jozef Barmoš        | 1954     |       | 1        | 0             | 0                | 0                | 1982             |
| Jozef Bomba         | 1939     | 2005  | 1        | 0             | 1                | 0                | 1962             |
| Jozef Chovanec      | 1960     |       | 1        | 0             | 0                | 0                | 1990             |
| Jozef Kukučka       | 1957     |       | 1        | 0             | 0                | 0                | 1982             |
| Jozef Štibrányi     | 1940     |       | 1        | 0             | 1                | 0                | 1962             |
| Július Bielik       | 1962     |       | 1        | 0             | 0                | 0                | 1990             |
| Karel Burkert       | 1909     | 1991  | 1        | 0             | 0                | 0                | 1938             |
| Karel Kolský        | 1914     | 1984  | 1        | 0             | 0                | 0                | 1938             |
| Karel Senecký       | 1919     | 1979  | 1        | 0             | 0                | 0                | 1938             |
| Karel Stromšík      | 1958     |       | 1        | 0             | 0                | 0                | 1982             |
| Karol Dobiaš        | 1947     |       | 1        | 0             | 0                | 0                | 1970             |
| Karol Jokl          | 1945     | 1996  | 1        | 0             | 0                | 0                | 1970             |
| Kazimír Gajdoš      | 1934     | 2016  | 2        | 0             | 0                | 0                | 1954, 1958       |
| Ladislav Hlaváček   | 1925     | 2014  | 1        | 0             | 0                | 0                | 1954             |
| Ladislav Jurkemik   | 1953     |       | 1        | 0             | 0                | 0                | 1982             |
| Ladislav Kačáni     | 1931     | 2018  | 1        | 0             | 0                | 0                | 1954             |
| Ladislav Kuna       | 1947     | 2012  | 1        | 0             | 0                | 0                | 1970             |
| Ladislav Novák      | 1931     | 2011  | 3        | 0             | 1                | 0                | 1954, 1958, 1962 |
| Ladislav Petráš     | 1946     |       | 1        | 0             | 0                | 0                | 1970             |
| Ladislav Šimůnek    | 1916     | 1969  | 1        | 0             | 0                | 0                | 1938             |
| Ladislav Vízek      | 1955     |       | 1        | 0             | 0                | 0                | 1982             |
| Ladislav Ženíšek    | 1904     | 1985  | 1        | 0             | 1                | 0                | 1934             |
| Libor Radimec       | 1950     |       | 1        | 0             | 0                | 0                | 1982             |
| Ľubomír Moravčík    | 1965     |       | 1        | 0             | 0                | 0                | 1990             |
| Luboš Kubík         | 1964     |       | 1        | 0             | 0                | 0                | 1990             |
| Luděk Mikloško      | 1961     |       | 1        | 0             | 0                | 0                | 1990             |
| Marián Masný        | 1950     |       | 1        | 0             | 0                | 0                | 1982             |
| Michal Benedikovič  | 1923     | 2007  | 1        | 0             | 0                | 0                | 1954             |
| Michal Bílek        | 1965     |       | 1        | 0             | 0                | 0                | 1990             |
| Milan Albrecht      | 1950     |       | 1        | 0             | 0                | 0                | 1970             |
| Milan Dvořák        | 1934     | 2022  | 1        | 0             | 0                | 0                | 1958             |
| Milan Luhový        | 1963     |       | 1        | 0             | 0                | 0                | 1990             |
| Miroslav Kadlec     | 1964     |       | 1        | 0             | 0                | 0                | 1990             |
| Oldřich Nejedlý     | 1909     | 1990  | 2        | 0             | 1                | 0                | 1934, 1938       |
| Oldřich Rulc        | 1911     | 1969  | 1        | 0             | 0                | 0                | 1938             |
| Otakar Nožíř        | 1917     | 2006  | 1        | 0             | 0                | 0                | 1938             |
| Ota Hemele          | 1926     | 2001  | 1        | 0             | 0                | 0                | 1954             |
| Karel Černý         | 1910     | ???   | 1        | 0             | 0                | 0                | 1938             |
| Pavel Chaloupka     | 1959     |       | 1        | 0             | 0                | 0                | 1982             |
| Pavel Kouba         | 1939     | 1993  | 1        | 0             | 1                | 0                | 1962             |
| Pavol Molnár        | 1936     | 2021  | 2        | 0             | 1                | 0                | 1958, 1962       |
| Peter Fieber        | 1964     |       | 1        | 0             | 0                | 0                | 1990             |
| Peter Palúch        | 1958     |       | 1        | 0             | 0                | 0                | 1990             |
| Petr Janečka        | 1957     |       | 1        | 0             | 0                | 0                | 1982             |
| Přemysl Bičovský    | 1950     |       | 1        | 0             | 0                | 0                | 1982             |
| Rostislav Vojáček   | 1949     |       | 1        | 0             | 0                | 0                | 1982             |
| Rudolf Krčil        | 1906     | 1981  | 1        | 0             | 1                | 0                | 1934             |
| Stanislav Griga     | 1961     |       | 1        | 0             | 0                | 0                | 1990             |
| Stanislav Seman     | 1952     |       | 1        | 0             | 0                | 0                | 1982             |
| Svatopluk Pluskal   | 1930     | 2005  | 3        | 0             | 1                | 0                | 1954, 1958, 1962 |
| Štefan Čambal       | 1908     | 1990  | 1        | 0             | 1                | 0                | 1934             |
| Tadeáš Kraus        | 1932     | 2018  | 2        | 0             | 0                | 0                | 1954, 1958       |
| Theodor Reimann     | 1921     | 1982  | 1        | 0             | 0                | 0                | 1954             |
| Titus Buberník      | 1933     | 2022  | 2        | 0             | 1                | 0                | 1958, 1962       |
| Tomáš Kříž          | 1959     |       | 1        | 0             | 0                | 0                | 1982             |
| Tomáš Pospíchal     | 1936     | 2003  | 1        | 0             | 1                | 0                | 1962             |
| Tomáš Skuhravý      | 1965     |       | 1        | 0             | 0                | 0                | 1990             |
| Václav Horák        | 1912     | 2000  | 1        | 0             | 0                | 0                | 1938             |
| Václav Hovorka      | 1931     | 1996  | 1        | 0             | 0                | 0                | 1958             |
| Václav Mašek        | 1941     |       | 1        | 0             | 1                | 0                | 1962             |
| Václav Migas        | 1944     | 2000  | 1        | 0             | 0                | 0                | 1970             |
| Václav Němeček      | 1967     |       | 1        | 0             | 0                | 0                | 1990             |
| Viliam Hýravý       | 1962     |       | 1        | 0             | 0                | 0                | 1990             |
| Viliam Schrojf      | 1931     | 2007  | 3        | 0             | 1                | 0                | 1954, 1958, 1962 |
| Vladimír Hagara     | 1943     | 2015  | 1        | 0             | 0                | 0                | 1970             |
| Vladimír Hrivnák    | 1945     | 2014  | 1        | 0             | 0                | 0                | 1970             |
| Vladimír Kinier     | 1958     |       | 1        | 0             | 0                | 0                | 1990             |
| Vladimír Kos        | 1936     | 2017  | 1        | 0             | 1                | 0                | 1962             |
| Vladimír Weiss      | 1964     |       | 1        | 0             | 0                | 0                | 1990             |
| Vlastimil Kopecký   | 1912     | 1967  | 2        | 0             | 1                | 0                | 1934, 1938       |
| Vlastimil Petržela  | 1953     |       | 1        | 0             | 0                | 0                | 1982             |
| Vojtěch Bradáč      | 1913     | 1947  | 1        | 0             | 0                | 0                | 1938             |
| Zdeněk Hruška       | 1954     |       | 1        | 0             | 0                | 0                | 1982             |
| Zdeněk Nehoda       | 1952     |       | 1        | 0             | 0                | 0                | 1982             |
| Zdeněk Procházka    | 1928     | 2016  | 1        | 0             | 0                | 0                | 1954             |
| Zdeněk Zikán        | 1937     | 2013  | 1        | 0             | 0                | 0                | 1958             |

## Mistrovství Evropy
Seznam zápasů československé fotbalové reprezentace na mistrovství Evropy

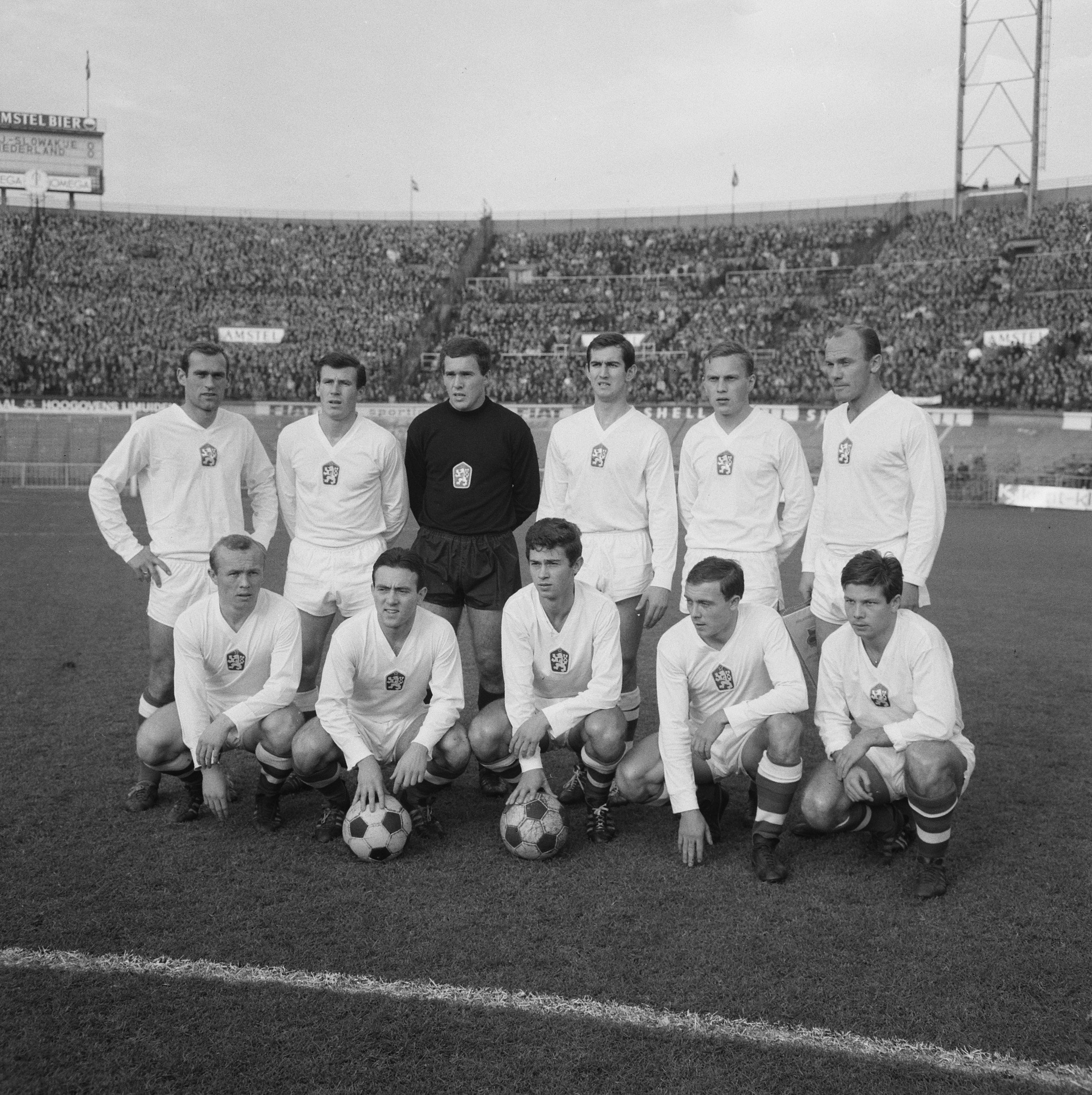
ČS. fotbalová reprezentace na fotografii z roku 1966.

| Rok    | Účast                                           | Soupiska | Trenér          |
| ------ | ----------------------------------------------- | -------- | --------------- |
| 1960   | Bronzová medaile                                | Soupiska | Rudolf Vytlačil |
| 1964   | Nepostoupili z kvalifikace                      | –        |                 |
| 1968   | Nepostoupili z kvalifikace                      | –        |                 |
| 1972   | Nepostoupili z kvalifikace                      | –        |                 |
| 1976   | Zlatá medaile                                   | Soupiska | Václav Ježek    |
| 1980   | Bronzová medaile                                | Soupiska | Jozef Vengloš   |
| 1984   | Nepostoupili z kvalifikace                      | –        |                 |
| 1988   | Nepostoupili z kvalifikace                      | –        |                 |
| 1992   | Nepostoupili z kvalifikace                      | –        |                 |
| Celkem | Účast – 3× Zlato – 1×, Stříbro – 0×, Bronz – 2× |          |                 |

### Nejúspěšnější fotbalisté na mistrovstvích Evropy v kopané
Tučně = zlato
ME xxx = stříbro
ME xxx = bronz
| Hráč                | Počet ME | Zlatá medaile | Stříbrná medaile | Bronzová medaile | ME         |
| ------------------- | -------- | ------------- | ---------------- | ---------------- | ---------- |
| Anton Moravčík      | 1        | 0             | 0                | 1                | 1960       |
| Alexander Vencel    | 1        | 1             | 0                | 0                | 1976       |
| Andrej Kvašňák      | 1        | 0             | 0                | 1                | 1960       |
| Anton Ondruš        | 2        | 1             | 0                | 1                | 1976, 1980 |
| Antonín Panenka     | 2        | 1             | 0                | 1                | 1976, 1980 |
| Dušan Galis         | 1        | 1             | 0                | 0                | 1976       |
| Dušan Herda         | 1        | 1             | 0                | 0                | 1976       |
| Dušan Keketi        | 1        | 0             | 0                | 1                | 1980       |
| František Šafránek  | 1        | 0             | 0                | 1                | 1960       |
| František Štambachr | 2        | 1             | 0                | 1                | 1976, 1980 |
| František Veselý    | 1        | 1             | 0                | 0                | 1976       |
| Imrich Stacho       | 1        | 0             | 0                | 1                | 1960       |
| Ivo Viktor          | 1        | 1             | 0                | 0                | 1976       |
| Jan Berger          | 1        | 0             | 0                | 1                | 1980       |
| Jan Fiala           | 1        | 0             | 0                | 1                | 1980       |
| Ján Kozák           | 1        | 0             | 0                | 1                | 1980       |
| Ján Pivarník        | 1        | 1             | 0                | 1                | 1976       |
| Ján Popluhár        | 1        | 0             | 0                | 1                | 1960       |
| Ján Švehlík         | 1        | 1             | 0                | 1                | 1976       |
| Jaroslav Netolička  | 1        | 0             | 0                | 1                | 1980       |
| Jaroslav Pollák     | 2        | 1             | 0                | 1                | 1976, 1980 |
| Jiří Tichý          | 1        | 0             | 0                | 1                | 1960       |
| Josef Masopust      | 1        | 0             | 0                | 1                | 1960       |
| Josef Vacenovský    | 1        | 0             | 0                | 1                | 1960       |
| Josef Vojta         | 1        | 0             | 0                | 1                | 1960       |
| Jozef Barmoš        | 2        | 1             | 0                | 1                | 1976, 1980 |
| Jozef Bomba         | 1        | 0             | 0                | 1                | 1960       |
| Jozef Čapkovič      | 1        | 1             | 0                | 0                | 1976       |
| Jozef Móder         | 1        | 1             | 0                | 0                | 1976       |
| Justín Javorek      | 1        | 0             | 0                | 1                | 1960       |
| Karol Dobiaš        | 2        | 1             | 0                | 1                | 1976, 1980 |
| Koloman Gögh        | 2        | 1             | 0                | 1                | 1976, 1980 |
| Ladislav Jurkemik   | 2        | 1             | 0                | 1                | 1976, 1980 |
| Ladislav Novák      | 1        | 0             | 0                | 1                | 1960       |
| Ladislav Pavlovič   | 1        | 0             | 0                | 1                | 1960       |
| Ladislav Petráš     | 1        | 1             | 0                | 0                | 1976       |
| Ladislav Vízek      | 1        | 0             | 0                | 1                | 1980       |
| Marián Masný        | 2        | 1             | 0                | 1                | 1976, 1980 |
| Milan Dolinský      | 1        | 0             | 0                | 1                | 1960       |
| Miroslav Gajdůšek   | 1        | 0             | 0                | 1                | 1980       |
| Oldřich Rott        | 1        | 0             | 0                | 1                | 1980       |
| Pavol Biroš         | 1        | 1             | 0                | 0                | 1976       |
| Pavol Molnár        | 1        | 0             | 0                | 1                | 1960       |
| Petr Němec          | 1        | 0             | 0                | 1                | 1980       |
| Přemysl Bičovský    | 1        | 1             | 0                | 0                | 1976       |
| Rostislav Vojáček   | 1        | 0             | 0                | 1                | 1980       |
| Stanislav Seman     | 1        | 0             | 0                | 1                | 1980       |
| Svatopluk Pluskal   | 1        | 0             | 0                | 1                | 1960       |
| Titus Buberník      | 1        | 0             | 0                | 1                | 1960       |
| Viliam Schrojf      | 1        | 0             | 0                | 1                | 1960       |
| Vlastimil Bubník    | 1        | 0             | 0                | 1                | 1960       |
| Verner Lička        | 1        | 0             | 0                | 1                | 1980       |
| Zdeněk Nehoda       | 2        | 1             | 0                | 1                | 1976, 1980 |

- Pokračuje Česká fotbalová reprezentace